# 明日海りおのアトリエ
『明日海りおのアトリエ』（あすみ りおの アトリエ）は、ビデオ・オン・デマンドのテレビ配信サービス・Huluにて2022年に2シーズン配信された、同サービスオリジナルの教養番組である。

## 概要
元宝塚歌劇団の男役スターだった明日海りおがパーソナリティーを務め、自らの「真っ白なアトリエ」を自分色に染め上げていきつつ、日常の小さな楽しみや発見を追求し、「オトナ女子」の魅力を学び成長していくというドキュメンタリータッチのバラエティーである。
シーズン2は自らのアトリエを飛び出し、沖縄県や静岡県に旅に出て、自らをアップデートしていく姿を描いた。

## 配信内容

### シーズン1
1. 癒しの空間づくり
2. 土鍋で自分のご飯を焚く
3. 日本の伝統食・そば打ちに挑戦
4. クラフトビールと燻製料理
5. 身体を整えるといわれる薬膳
6. 自分の誕生日を祝うフィンガーフード
7. フラダンスから学ぶ動き・しぐさ
8. （最終話）思い出の料理を作る

### シーズン2
1. アトリエから沖縄へ
2. 琉球民謡を聞く
3. 琉球民謡を知る
4. 時とともに歩む
5. 初めてのエイサーに挑戦（ここまで沖縄編）
6. 思い出のバレエ教室に行く（ここから静岡編）
7. 音を生み出す工場へ行く（ピアノ工場）
8. （最終話）焚火の前で旅のすべてを振り返る